# 一粒米

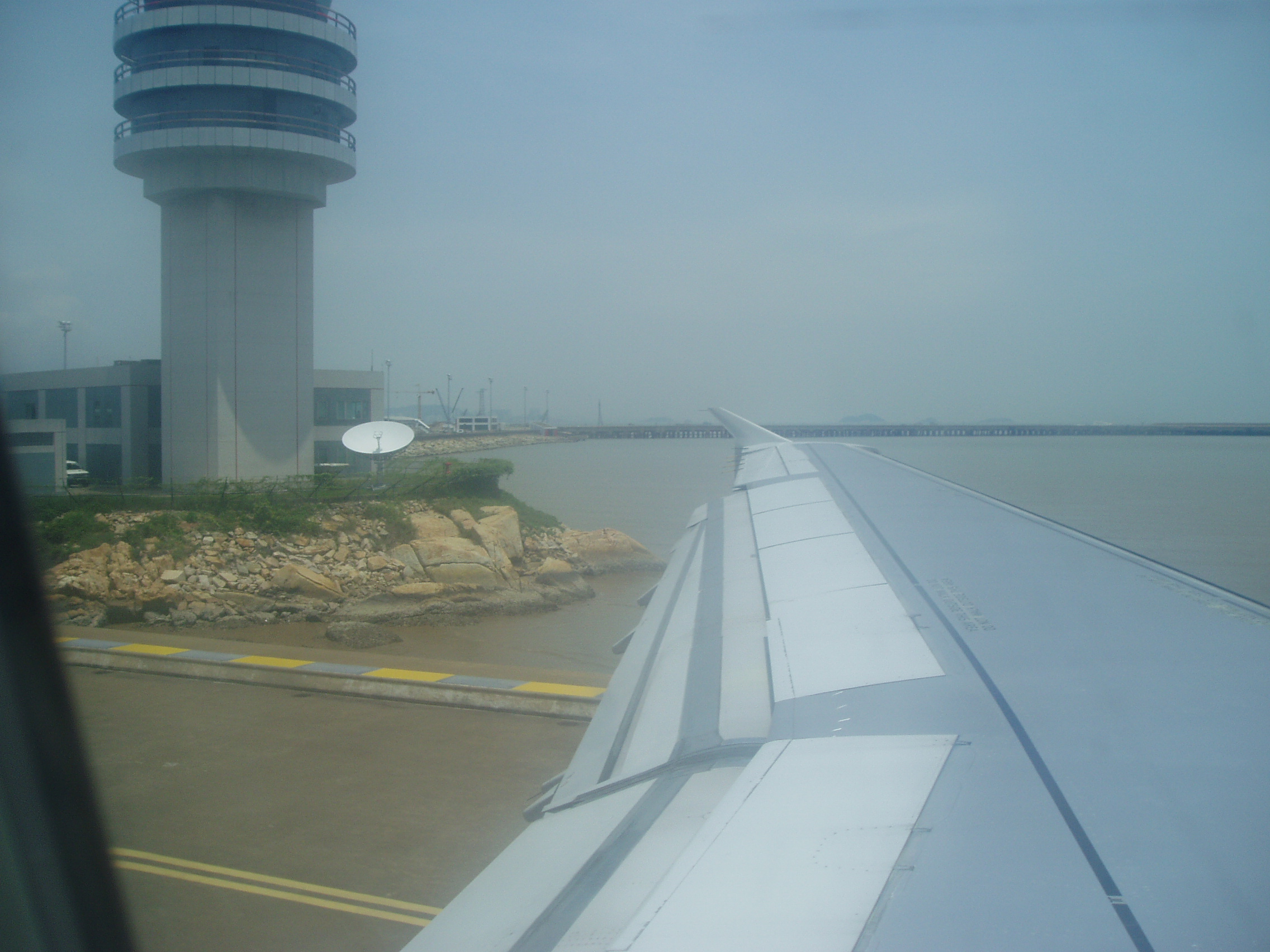
一粒米，澳門機場控制塔建於其上

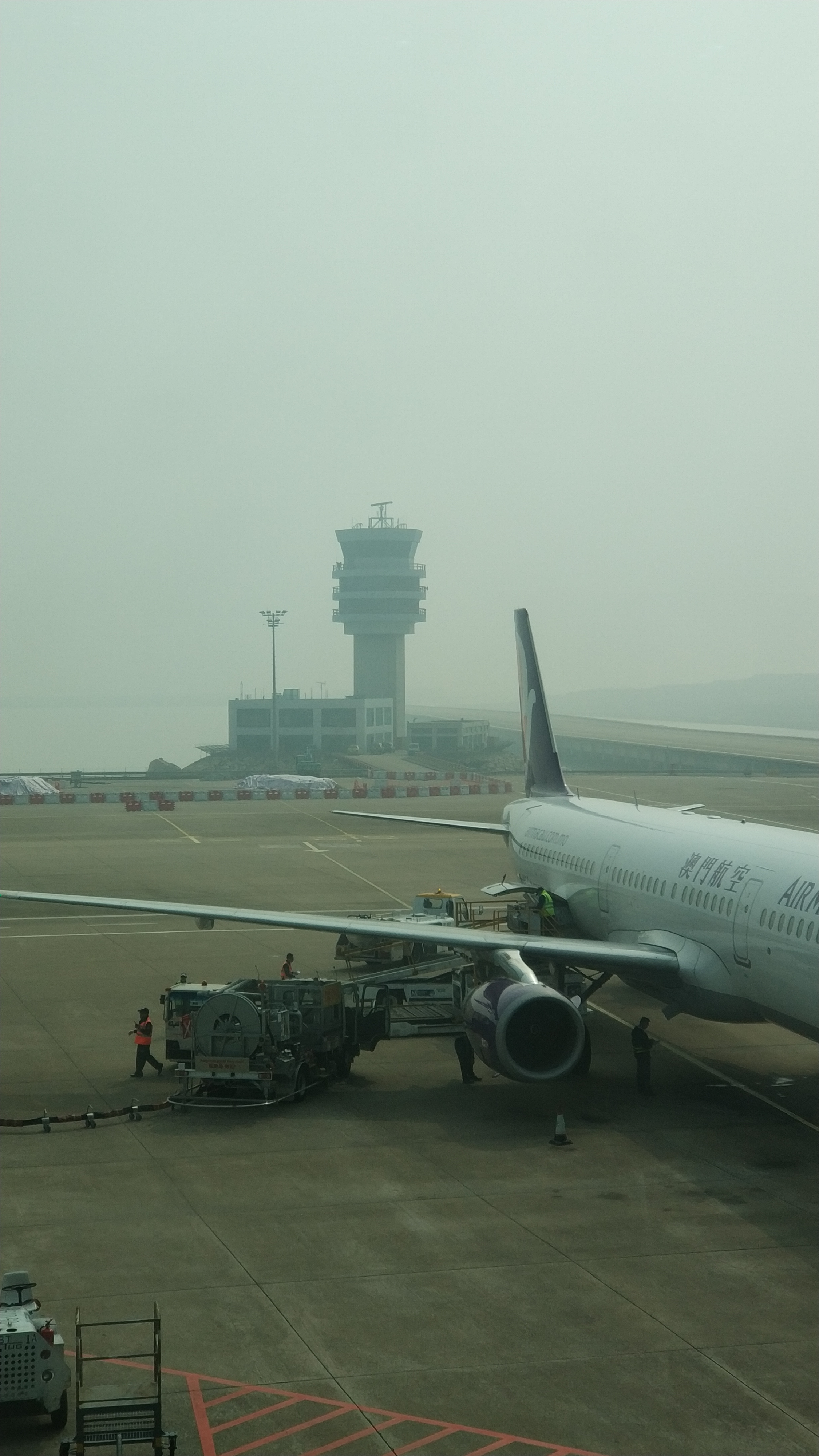
从航站楼望向一粒米

一粒米（直译：雞頸島），原位於氹仔島東端離岸不遠一個极小的澳門島嶼。1995年因填海修建澳門國際機場而與氹仔連在一起，成為一個半島，現已成為澳门国际機場控制塔的基座兼飛機跑道。